# Heraclia deficiens
Heraclia deficiens är en fjärilsart som beskrevs av Paul Mabille och Vuillot 1892. Heraclia deficiens ingår i släktet Heraclia och familjen nattflyn. Inga underarter finns listade i Catalogue of Life.